# Amico di Dante
Con l'etichetta di Amico di Dante si è soliti indicare l'anonimo autore che ha trascritto la cosiddetta Corona di casistica amorosa nelle ultime carte del codice Vaticano Latino 3793 della Biblioteca Apostolica Vaticana (siglato comunemente V), il più celebre tra i canzonieri della lirica italiana delle origini, diviso in due distinte sezioni contenenti canzoni e sonetti. Dopo la sezione di sonetti del codice Vaticano, infatti, si trova una organica silloge di sessantuno sonetti, copiati dalla stessa mano (distinta dalla mano principale cui si attribuisce la gran parte del canzoniere) che ha aggiunto, alla fine della sezione delle canzoni, Donne ch'avete intelletto d'amore di Dante e altre quattro canzoni che egualmente si attribuiscono all'anonimo. I sonetti e le canzoni sono adespoti nel codice; si è quindi utilizzata la designazione di Amico di Dante per la generica prossimità storico culturale più che stilistica ai modi del cosiddetto stilnovismo. L'anonimo, secondo Contini, è infatti "un settatore del vecchio modo di trovare, fortemente impregnato [...] di lettura (o di memoria) cavalcantiana e dantesca, mai deviato dalla tematica e dall'etica cortese". Diverse le proposte di identificazione biografica avanzate dalla critica per l'autore dei componimenti, da Lippo Pasci de' Bardi a Guido Cavalcanti.